# Miltach
Miltach – miejscowość i gmina w Niemczech, w kraju związkowym Bawaria, w rejencji Górny Palatynat, w regionie Ratyzbona, w powiecie Cham. Leży w Lesie Bawarskim, około 10 km na południowy wschód od Cham, nad rzeką Regen, przy drodze B85 i linii kolejowej Cham-Straubing; Cham–Deggendorf.

## Dzielnice
W skład gminy wchodzą następujące dzielnice: Altrandsberg, Eismannsberg, Miltach, Oberndorf, Allmannsdorf i Kreuzbach.

### Demografia
| Rok  | Liczba mieszk. |
| ---- | -------------- |
| 1970 | 1885           |
| 1987 | 2211           |
| 2000 | 2351           |

## Oświata
(na 1999)

W gminie znajduje się 98 miejsc przedszkolnych (59 dzieci) oraz szkoła podstawowa (z częścią Hauptschule; 23 nauczycieli, 399 uczniów).

## Współpraca
Miejscowość partnerska:
- Rathewalde – dzielnica Hohnsteinu, Saksonia